# Ignacy Jorge-Fernandes
Ignacy Jorge-Fernandes (ur. 1618, zm. 10 września 1622 w Nagasaki) – japoński męczennik i błogosławiony Kościoła katolickiego.

## Życiorys
Ignacy Jorge-Fernandes urodził się w 1618 roku, a jego rodzicami byli Izabela Fernandes i Dominik Jorge. 14 grudnia 1618 roku aresztowany w czasie prześladowań wraz z rodzicami. 10 września 1622 roku został stracony przez ścięcie razem z matką.
Beatyfikowany przez papieża Piusa IX 7 lipca 1867 roku w grupie 205 męczenników japońskich.